# Ламбет (район)
Ламбет (англ. Lambeth) ― район на юге Лондона в Англии, расположенный в лондонском боро Ламбет. Ламбет был древним приходом в графстве Суррей. Он находится в 1 миле (1,6 км) к югу от Чаринг-Кросс. Население лондонского района Ламбет в 2011 году составляло 303 086 человек. Этот район расширился в средневековый период как часть поместья Ламбетский дворец. К викторианской эпохе район претерпел значительное развитие по мере расширения Лондона, с плотной застройкой промышленными, коммерческими и жилыми зданиями, расположенными рядом друг с другом. Изменения, вызванные Второй мировой войной, изменили большую часть структуры Ламбета. Последующее развитие в конце 20-го и начале 21-го веков привело к увеличению числа высотных зданий. В этом районе находится Международная морская организация. Ламбет является домом для одной из крупнейших португалоязычных общин в Великобритании, и португальский является вторым по распространенности языком в Ламбете после английского.